# Clusiodes microcerus
Clusiodes microcerus är en tvåvingeart som beskrevs av Stackelberg 1955. Clusiodes microcerus ingår i släktet Clusiodes och familjen träflugor. Arten har ej påträffats i Sverige. Inga underarter finns listade i Catalogue of Life.